# Сільвія Гоффман
Сільвія Гоффман (англ. Sylvia Hoffman; нар. 1989) — американська бобслеїстка, бронзова призерка Олімпійських ігор 2022 року.

## Виступи на Олімпійських іграх
| Рік  | Місце проведення | Двійки |
| ---- | ---------------- | ------ |
| 2022 | Пекін, Китай     | 3      |

## Виступи на чемпіонатах світу
| Рік  | Місце проведення      | Двійки | Змішана естафета |
| ---- | --------------------- | ------ | ---------------- |
| 2019 | Вістлер, Канада       | —      | 4                |
| 2021 | Альтенберг, Німеччина | 5      | —                |